# Sydamerikanska mästerskapet i basket för damer
Sydamerikanska mästerskapet i basket för damer spelas sedan 1946, ofta vartannat år.

## Summering
| År   | Hemmalag                   | Guld      | Silver    | Brons     |
| ---- | -------------------------- | --------- | --------- | --------- |
| 1946 | Chile (Santiago)           | Chile     | Argentina | Brasilien |
| 1948 | Argentina (Buenos Aires)   | Argentina | Chile     | Peru      |
| 1950 | Peru (Lima)                | Chile     | Argentina | Peru      |
| 1952 | Paraguay (Asunción)        | Paraguay  | Brasilien | Chile     |
| 1954 | Brasilien (São Paulo)      | Brasilien | Chile     | Ecuador   |
| 1956 | Ecuador (Quito)            | Chile     | Paraguay  | Brasilien |
| 1958 | Peru (Lima)                | Brasilien | Argentina | Paraguay  |
| 1960 | Chile (Santiago)           | Chile     | Brasilien | Peru      |
| 1962 | Paraguay (Asunción)        | Paraguay  | Chile     | Brasilien |
| 1965 | Brasilien (Rio de Janeiro) | Brasilien | Paraguay  | Peru      |
| 1967 | Colombia (Cali)            | Brasilien | Chile     | Peru      |
| 1968 | Chile (Santiago)           | Brasilien | Chile     | Argentina |
| 1970 | Ecuador (Guayaquil)        | Brasilien | Argentina | Ecuador   |
| 1972 | Peru (Lima)                | Brasilien | Peru      | Paraguay  |
| 1974 | Bolivia (La Paz)           | Brasilien | Argentina | Bolivia   |
| 1977 | Peru (Lima)                | Peru      | Brasilien | Argentina |
| 1978 | Bolivia (La Paz)           | Brasilien | Bolivia   | Argentina |
| 1981 | Peru (Lima)                | Brasilien | Peru      | Colombia  |
| 1984 | Colombia (Cúcuta)          | Colombia  | Brasilien | Peru      |
| 1986 | Brasilien (Guaratinguetá)  | Brasilien | Peru      | Colombia  |
| 1989 | Chile (Santiago)           | Brasilien | Peru      | Argentina |
| 1991 | Colombia (Bogotá)          | Brasilien | Colombia  | Argentina |
| 1993 | Bolivia (Cochabamba)       | Brasilien | Argentina | Chile     |
| 1995 | Brasilien (Jacareí)        | Brasilien | Argentina | Chile     |
| 1997 | Chile (Iquique)            | Brasilien | Argentina | Colombia  |
| 1999 | Brasilien (Vitória)        | Brasilien | Argentina | Venezuela |
| 2001 | Peru (Lima)                | Brasilien | Argentina | Chile     |
| 2003 | Ecuador (Loja)             | Brasilien | Argentina | Chile     |
| 2005 | Colombia (Bogotá)          | Brasilien | Colombia  | Argentina |
| 2006 | Paraguay (Asunción)        | Brasilien | Argentina | Colombia  |
| 2008 | Ecuador (Loja)             | Brasilien | Argentina | Chile     |
| 2010 | Chile (Santiago de Chile)  | Brasilien | Argentina | Colombia  |
| 2013 | Argentina (Mendoza)        | Brasilien | Argentina | Chile     |
| 2014 | Ecuador (Ambato)           | Brasilien | Argentina | Venezuela |
| 2016 | Venezuela (Barquisimeto)   | Brasilien | Venezuela | Colombia  |
| 2018 | Colombia (Tunja)           | Argentina | Brasilien | Colombia  |
| 2022 | Argentina (San Luis)       | Brasilien | Argentina | Colombia  |
| 2024 | Chile (Santiago)           | Argentina | Brasilien | Colombia  |